# Y a pas d'âge pour s'aimer
Pour plus de détails, voir Fiche technique et Distribution.
Y a pas d’âge pour s’aimer est un téléfilm français réalisé par Thierry Chabert et diffusé pour la première fois le 18 février 2002 sur TF1.

## Synopsis
Sylvie et Julien sont mariés et parents d'une petite Julie. Leurs parents respectifs Christine et Roland qui n'ont jamais pu s'entendre, ont toujours évité de se rencontrer, jusqu'au jour où ils s'éprennent l'un de l'autre sans que leur progéniture soit au courant. Secrètement, les amants décident de faire une escapade à Venise, n'osant imaginer la réaction de leurs enfants lorsqu'ils apprendront la vérité.
Même si rien ne s'oppose à leur bonheur, un ami de la famille, Jean-Marie, persuadé que Christine ne supporte plus la solitude depuis le décès de son mari Philippe, projette cependant d'épouser cette dernière au grand dam de Roland qui le considère comme un rival, d'autant que lors du dîner de d'anniversaire de leur petite-fille où ils ont été conviés, Jean-Marie demande Christine en mariage. Même si en aparté cette dernière a repoussé son prétendant, Roland se méprend et doute un temps de la sincérité de Christine. Après avoir dissipé tout quiproquo, les deux tourtereaux décide de passer plus de temps ensemble.
Mais leur projet est mis à mal lorsque Sylvie qui soupçonne Julien d'avoir une liaison avec Laura, une collègue de bureau, décide de le quitter et s'installer avec sa fille chez sa mère. Autant dire que pour Christine et Roland, le moment d'annoncer leur amour à leurs proches semble mal choisi…

## Fiche technique
- Scénario : Jean-Claude Islert
- Pays :  France
- Production : Jan van Raemdonck
- Musique : Jeff Bodart
- Photographie :
- Montage : Benoît Delval
- Décors : Philippe Graff
- Costumes : Dominique Degrelle
- Durée : 90 minutes

## Distribution
- Charlotte de Turckheim : Christine Modestier
- Bernard Le Coq : Roland Leroux
- Bernard Yerlès : Julien
- Nade Dieu : Sylvie
- Fanny Duret : Julie
- Roger Van Hool : Jean-Marie
- Lesly Bunton : Mme Lefort
- Catherine Risack : Laura
- Nicole Shirer : Maryse